# Gösta Hallström
Nils Gustaf (Gösta) Hallström, född den 21 december 1854 i Håtuna socken, Uppsala län, död den 19 augusti 1922 i Nättraby församling, Blekinge län, var en svensk militär.
Hallström var underlöjtnant vid Smålands grenadjärbataljon 1874–1882. Han övergick till reserven och blev löjtnant där 1883 och vid Trängbataljonen 1885. Hallström befordrades till kapten 1888 och blev major och chef för Norrlands trängbataljon 1897. Han blev överstelöjtnant i armén 1902 och var chef för Svea trängkår 1906–1916. Hallström befordrades till överste i armén 1907. Han blev riddare av Svärdsorden 1896, kommendör av andra klassen av samma orden 1911 och kommendör av första klassen 1915.
Hallström gifte sig 1878 med Valborg af Schmidt (1856–1908), som var dotter till översten, friherre Carl Johan Georg af Schmidt och Henrietta Maria Aurora Carlheim-Gyllensköld.